# Nati nel 1993/Febbraio
| Questa pagina contiene informazioni ricavate automaticamente dalle voci biografiche con l'ausilio del template Bio e di un bot. L'aggiornamento è periodico e automatico e ricostruisce completamente la pagina. Se manca una persona in questa lista, sei pregato di non aggiungerla, ma accertati piuttosto che la sua voce biografica contenga il template Bio e che i dati anagrafici siano correttamente compilati. Se il template Bio manca, inseriscilo tu stesso o, in alternativa, metti l'avviso {{tmp\|Bio}} che ne segnala la mancanza. Se i dati riportati sono sbagliati, correggi direttamente la voce biografica; le modifiche saranno visibili in questa lista entro pochi giorni. Per chiarimenti vedi il progetto biografie. La lista contiene solo le 520 persone che sono citate nell'enciclopedia e per le quali è stato implementato correttamente il template Bio. Pagina aggiornata al 10 ago 2025. |

- 1º febbraio - Laurent Abergel, calciatore francese
- 1º febbraio - Albi Alla, calciatore albanese
- 1º febbraio - Giada Arena, attrice e regista italiana
- 1º febbraio - Jonathan Bay, calciatore argentino
- 1º febbraio - Loris Baz, pilota motociclistico francese
- 1º febbraio - Lucie Charvátová, biatleta e ex fondista ceca
- 1º febbraio - Branden Dawson, ex cestista statunitense
- 1º febbraio - Onel Hernández, calciatore cubano
- 1º febbraio - Reece Horn, giocatore di football americano statunitense
- 1º febbraio - Maxim Iurcu, calciatore moldavo
- 1º febbraio - Nicke Kabamba, calciatore inglese
- 1º febbraio - Robert Leipertz, calciatore tedesco
- 1º febbraio - Chavaughn Lewis, cestista statunitense
- 1º febbraio - Eric Lombardi, cestista italiano
- 1º febbraio - Ahmad Nourollahi, calciatore iraniano
- 1º febbraio - Bruno Pittón, calciatore argentino
- 1º febbraio - Revaz Rogava, cestista georgiano
- 1º febbraio - Manrey Saint-Amour, ex giocatore di football americano e allenatore di football americano haitiano
- 1º febbraio - Teresa Stadlober, fondista austriaca
- 1º febbraio - Chillinit, rapper australiano
- 2 febbraio - Clemens Aigner, saltatore con gli sci austriaco
- 2 febbraio - Bobby Reid, calciatore inglese
- 2 febbraio - Marie-Aurelle Awona, calciatrice francese
- 2 febbraio - Mohamed Benkablia, calciatore algerino
- 2 febbraio - Mattia Busato, karateka italiano
- 2 febbraio - Fany Chalas, velocista dominicana
- 2 febbraio - Alan Czerwiński, calciatore polacco
- 2 febbraio - Devis Epassy, calciatore camerunese
- 2 febbraio - Geoffrey Kizito, calciatore ugandese
- 2 febbraio - Dīmītrīs Kyprianou, calciatore cipriota
- 2 febbraio - Max Landis, cestista statunitense
- 2 febbraio - Svetlana Lipatova, lottatrice russa
- 2 febbraio - Karsta Lowe, pallavolista statunitense
- 2 febbraio - Omar Mascarell, calciatore spagnolo
- 2 febbraio - Ravel Morrison, calciatore inglese
- 2 febbraio - Aleksandr Peretjagin, slittinista russo
- 2 febbraio - Natasha Piai, calciatrice italiana
- 2 febbraio - Vitalij Pryndeta, calciatore ucraino
- 2 febbraio - Skylar Spence, cantante, disc jockey e produttore discografico statunitense
- 2 febbraio - Flavien Tait, calciatore francese
- 3 febbraio - Mark Bennett, rugbista a 15 britannico
- 3 febbraio - Chang Feiya, calciatore cinese
- 3 febbraio - Sōkratīs Dioudīs, calciatore greco
- 3 febbraio - Valeria Ferrari, judoka italiana
- 3 febbraio - Ángel García Cabezali, calciatore spagnolo
- 3 febbraio - Hojjat Haghverdi, calciatore iraniano
- 3 febbraio - Brandon Micheal Hall, attore statunitense
- 3 febbraio - Getter Jaani, cantante estone
- 3 febbraio - Draško Knežević, cestista bosniaco
- 3 febbraio - Elisa Lecce, calciatrice italiana
- 3 febbraio - Luke McGrath, rugbista a 15 irlandese
- 3 febbraio - Mishon, cantante, compositore e attore statunitense
- 3 febbraio - Sean Okoli, ex calciatore statunitense
- 3 febbraio - Vukota Pavić, cestista montenegrino
- 3 febbraio - Norvel Pelle, cestista antiguo-barbudano
- 3 febbraio - Adam Reach, calciatore inglese
- 3 febbraio - Diana Reyes, pallavolista portoricana
- 3 febbraio - Lidija Sičennikova, arciera ucraina
- 3 febbraio - Anabelle Smith, tuffatrice australiana
- 3 febbraio - András Szatmári, schermidore ungherese
- 3 febbraio - Maximilian Thiel, ex calciatore tedesco
- 3 febbraio - Luis Torres, calciatore beliziano
- 3 febbraio - Luis Valcarce, ex calciatore spagnolo
- 3 febbraio - Pablo Valcarce, calciatore spagnolo
- 3 febbraio - Sandro Wieser, calciatore liechtensteinese
- 4 febbraio - Jorge Aguilar, calciatore paraguaiano
- 4 febbraio - Rachid Aït-Atmane, calciatore algerino
- 4 febbraio - Bae Noo-ri, attrice sudcoreana
- 4 febbraio - Stanislav Bogdanovič, scacchista ucraino († 2020)
- 4 febbraio - Izol'da Djušauk, attrice russa
- 4 febbraio - Patrick Drewes, calciatore tedesco
- 4 febbraio - Carlos González Espínola, calciatore paraguaiano
- 4 febbraio - Mirko Gori, calciatore italiano
- 4 febbraio - Kuban, rapper polacco
- 4 febbraio - Marcos Andrés López, calciatore ecuadoriano
- 4 febbraio - Francesco Marrai, velista italiano
- 4 febbraio - Peerapat Notchaiya, calciatore thailandese
- 4 febbraio - Emiliano Rigoni, calciatore argentino
- 4 febbraio - Ed Sanders, attore e cantante britannico
- 4 febbraio - Thiago Santana, calciatore brasiliano
- 4 febbraio - Roberts Savaļnieks, calciatore lettone
- 4 febbraio - Jesper Tolvers, tuffatore svedese
- 4 febbraio - Federico Vega, calciatore argentino
- 4 febbraio - Frederico Venâncio, calciatore portoghese
- 4 febbraio - Anouk Vetter, multiplista olandese
- 5 febbraio - Beatrice Bartelloni, ex ciclista su strada e pistard italiana
- 5 febbraio - Pedro Castro, calciatore brasiliano
- 5 febbraio - Elettra Ferretti, ex cestista italiana
- 5 febbraio - Germán Andrés Herrera, calciatore argentino
- 5 febbraio - Oday Kharoub, calciatore palestinese
- 5 febbraio - Anouchka Martin, nuotatrice francese
- 5 febbraio - Carl McHugh, calciatore irlandese
- 5 febbraio - Clifton Miheso, calciatore keniota
- 5 febbraio - Luke Newton, attore britannico
- 5 febbraio - Marc-Eddy Norelia, cestista haitiano
- 5 febbraio - Alice Nori, cestista italiana
- 5 febbraio - Adam Ondra, arrampicatore ceco
- 5 febbraio - Chasson Randle, cestista statunitense
- 5 febbraio - Rim Jong-sim, sollevatrice nordcoreana
- 5 febbraio - David Sisi, rugbista a 15 italiano
- 5 febbraio - Anastasija Vojnova, pistard russa
- 6 febbraio - Slavik Alxasov, calciatore azero
- 6 febbraio - Ely Esterilla, calciatore ecuadoriano
- 6 febbraio - Franco Fragapane, calciatore argentino
- 6 febbraio - Taylor Gregory, allenatore di pallavolo e ex pallavolista statunitense
- 6 febbraio - Jonas Heymans, calciatore belga
- 6 febbraio - Tróndur Jensen, calciatore faroese
- 6 febbraio - Kim Bo-reum, pattinatrice di velocità su ghiaccio sudcoreana
- 6 febbraio - Andrea Magrassi, calciatore italiano
- 6 febbraio - Pier Paolo Partenio, pallavolista italiano
- 6 febbraio - Nemanja Radoja, calciatore serbo
- 6 febbraio - Marko Radonjić, ex cestista serbo
- 6 febbraio - Teresa Scanlan, modella statunitense
- 6 febbraio - Tinashe, cantante, ballerina e attrice statunitense
- 6 febbraio - Robin Tranberg, calciatore svedese
- 7 febbraio - Valon Berisha, calciatore norvegese
- 7 febbraio - Davor Blažević, calciatore svedese
- 7 febbraio - Rodrigue Bongongui, calciatore camerunese
- 7 febbraio - Víctor Cabrera, calciatore argentino
- 7 febbraio - Mattia Desilvestro, hockeista su slittino italiano
- 7 febbraio - David Dorfman, attore statunitense
- 7 febbraio - Javon Hargrave, giocatore di football americano statunitense
- 7 febbraio - Srikanth Kidambi, giocatore di badminton indiano
- 7 febbraio - Diego Laxalt, calciatore uruguaiano
- 7 febbraio - Darwin Machís, calciatore venezuelano
- 7 febbraio - Samwel Nyamai Mailu, mezzofondista e maratoneta keniota
- 7 febbraio - Christopher Mears, ex tuffatore, disc jockey e produttore discografico britannico
- 7 febbraio - Bashar Murad, cantautore e attivista palestinese
- 7 febbraio - Todor Nedelev, calciatore bulgaro
- 7 febbraio - Kornel Osyra, calciatore polacco
- 7 febbraio - Harpreet Singh Sandhu, lottatore indiano
- 7 febbraio - Kyle Vassell, calciatore nordirlandese
- 7 febbraio - Guillermo Viscarra, calciatore boliviano
- 7 febbraio - Greg Whittington, cestista statunitense
- 7 febbraio - Maren Wiesler, ex sciatrice alpina tedesca
- 7 febbraio - Lorenzo Zeni, ex canoista italiano
- 7 febbraio - Bruno Araújo dos Santos, calciatore brasiliano
- 8 febbraio - Stefano Beltrame, calciatore italiano
- 8 febbraio - Chen Lijun, sollevatore cinese
- 8 febbraio - Sean Davis, calciatore statunitense
- 8 febbraio - Matej Falat, ex sciatore alpino slovacco
- 8 febbraio - Tayavek Gallizzi, cestista argentino
- 8 febbraio - Shelby Houlihan, mezzofondista statunitense
- 8 febbraio - Darko Jevtić, calciatore svizzero
- 8 febbraio - René Joensen, calciatore faroese
- 8 febbraio - Davit Khocholava, ex calciatore georgiano
- 8 febbraio - Magomed Kurbanov, lottatore russo
- 8 febbraio - Sjarhej Pušnjakŭ, calciatore bielorusso
- 8 febbraio - Artur Rättel, ex calciatore estone
- 8 febbraio - Måns Söderqvist, calciatore svedese
- 8 febbraio - Luisa Wensing, ex calciatrice tedesca
- 8 febbraio - Gustav Magnar Witzøe, imprenditore e modello norvegese
- 9 febbraio - Jahongir Abdumo'minov, calciatore uzbeko
- 9 febbraio - Júnior Alonso, calciatore paraguaiano
- 9 febbraio - Patrick Andrade, calciatore capoverdiano
- 9 febbraio - Murad Ağayev, ex calciatore azero
- 9 febbraio - Laura Bianchi, calciatrice italiana
- 9 febbraio - Kyle Bratrud, ex fondista statunitense
- 9 febbraio - AJ Cochran, ex calciatore statunitense
- 9 febbraio - Mitchell Dijks, calciatore olandese
- 9 febbraio - Wataru Endō, calciatore giapponese
- 9 febbraio - Niclas Füllkrug, calciatore tedesco
- 9 febbraio - Jerome Kiesewetter, ex calciatore tedesco
- 9 febbraio - Kim Min-seok, lottatore sudcoreano
- 9 febbraio - Margaret Kipkemboi, mezzofondista keniota
- 9 febbraio - Marko Kolaković, calciatore serbo
- 9 febbraio - Auður, cantante islandese
- 9 febbraio - Mohamed Mahnin, ex giocatore di calcio a 5 e calciatore norvegese
- 9 febbraio - Don Patricio, rapper spagnolo
- 9 febbraio - K.J. McDaniels, cestista statunitense
- 9 febbraio - Lamine N'Dao, calciatore ivoriano
- 9 febbraio - Parimarjan Negi, scacchista indiano
- 9 febbraio - Despoina Papamichaīl, tennista greca
- 9 febbraio - Kristin Pudenz, discobola tedesca
- 9 febbraio - Michele Ruzzier, cestista italiano
- 9 febbraio - Manuel Schmid, ex sciatore alpino tedesco
- 9 febbraio - Marcus Thornton, cestista statunitense
- 10 febbraio - Abdul Ajagun, calciatore nigeriano
- 10 febbraio - Steve Leo Beleck, calciatore camerunese
- 10 febbraio - Oleg Boltin, lottatore e wrestler kazako
- 10 febbraio - David Brembly, cestista tedesco
- 10 febbraio - Selene Caramazza, attrice italiana
- 10 febbraio - Michael Contreras, calciatore cileno
- 10 febbraio - Richard Hübers, schermidore tedesco
- 10 febbraio - Yasser Ibrahim, calciatore egiziano
- 10 febbraio - Kevin Ingreso, calciatore tedesco
- 10 febbraio - Mia Khalifa, ex attrice pornografica libanese
- 10 febbraio - Nathaly Kurata, tennista brasiliana
- 10 febbraio - Ruslan Kurbanov, triplista uzbeko
- 10 febbraio - Luis Madrigal, calciatore messicano
- 10 febbraio - Marta Mason, cantante e ex calciatrice italiana
- 10 febbraio - Tomasz Mokwa, calciatore polacco
- 10 febbraio - Ndèye Ndiaye, ex cestista senegalese
- 10 febbraio - Jonathan Person, cestista svedese
- 10 febbraio - Harriet Scott, ex calciatrice irlandese
- 10 febbraio - Sterling Shepard, giocatore di football americano statunitense
- 10 febbraio - Marcelo Tabárez, calciatore uruguaiano
- 10 febbraio - Fabian Tait, calciatore italiano
- 10 febbraio - Filip Twardzik, calciatore ceco
- 10 febbraio - Julie Vanloo, cestista belga
- 11 febbraio - Nitro, rapper italiano
- 11 febbraio - Igor Dima, ex calciatore moldavo
- 11 febbraio - Houari Ferhani, calciatore algerino
- 11 febbraio - Omar Fernández, calciatore colombiano
- 11 febbraio - Douglas Mineiro, calciatore brasiliano
- 11 febbraio - Karl Geiger, saltatore con gli sci tedesco
- 11 febbraio - Ian González, calciatore spagnolo
- 11 febbraio - Pëtr Jan, artista marziale misto russo
- 11 febbraio - Monifa Jansen, modella olandese
- 11 febbraio - Seifeddine Jaziri, calciatore tunisino
- 11 febbraio - Gidi Kanyuk, calciatore israeliano
- 11 febbraio - Anne Marie Laursen, arciere danese
- 11 febbraio - Hörður Magnússon, calciatore islandese
- 11 febbraio - Ben McLemore, cestista statunitense
- 11 febbraio - Pape Seydou N'Diaye, calciatore senegalese
- 11 febbraio - Micol Olivieri, attrice italiana
- 11 febbraio - Carola Saletta, hockeista su ghiaccio e hockeista in-line italiana
- 11 febbraio - Mustafa Saymak, calciatore olandese
- 11 febbraio - Nacho Sánchez, calciatore spagnolo
- 11 febbraio - Alejandro Vigil, pallavolista spagnolo
- 11 febbraio - Benhamadi Ybnou Charaf, ex calciatore comoriano
- 11 febbraio - Thiago Primão, calciatore brasiliano
- 11 febbraio - Merel van Dongen, calciatrice olandese
- 12 febbraio - Benik Afobe, calciatore congolese (Repubblica Democratica del Congo)
- 12 febbraio - Rafael Alcântara, calciatore brasiliano
- 12 febbraio - Marco Berardi, ex calciatore sammarinese
- 12 febbraio - Anaïs Chevalier, ex biatleta francese
- 12 febbraio - Sara Chevaugeon, cestista francese
- 12 febbraio - Jan Doležal, calciatore croato
- 12 febbraio - Alvin Dupree, giocatore di football americano statunitense
- 12 febbraio - Paolo Faragò, ex calciatore italiano
- 12 febbraio - Chiara Gmür, ex sciatrice alpina svizzera
- 12 febbraio - Geoffrey Groselle, cestista statunitense
- 12 febbraio - Nimrod Hilliard, cestista statunitense
- 12 febbraio - Giōrgos Katidīs, calciatore greco
- 12 febbraio - Hekuran Kryeziu, ex calciatore svizzero
- 12 febbraio - Kazuki Kushibiki, calciatore giapponese
- 12 febbraio - Maxime Lucu, rugbista a 15 francese
- 12 febbraio - José Antonio Martínez Gil, calciatore spagnolo
- 12 febbraio - Lukáš Masopust, calciatore ceco
- 12 febbraio - Piqueti, calciatore guineense
- 12 febbraio - Kolja Pusch, calciatore tedesco
- 12 febbraio - Jennifer Stone, attrice statunitense
- 12 febbraio - Florian Valot, calciatore francese
- 12 febbraio - Wang Tong, calciatore cinese
- 12 febbraio - Pamela Ware, tuffatrice canadese
- 12 febbraio - Jan Zimmermann, pallavolista tedesco
- 12 febbraio - Taynan da Silva Rego, giocatore di calcio a 5 brasiliano
- 13 febbraio - Abdulrahman Al-Shammari, calciatore kuwaitiano
- 13 febbraio - Kasumi Arimura, attrice giapponese
- 13 febbraio - Sagesse Babélé, calciatore congolese (Repubblica del Congo)
- 13 febbraio - Linda Bakker, calciatrice olandese
- 13 febbraio - Wangu Gome, calciatore namibiano
- 13 febbraio - Charles Dunne, calciatore irlandese
- 13 febbraio - Robin Fensch, giocatore di football americano tedesco
- 13 febbraio - Marion Gauthier-Rat, ex pallavolista francese
- 13 febbraio - Nina Hemmer, lottatrice tedesca
- 13 febbraio - Shahar Hirsh, calciatore israeliano
- 13 febbraio - Sebastian Holmqvist, giocatore di calcio a 5 e calciatore svedese
- 13 febbraio - Kevin Iannotta, attore tedesco
- 13 febbraio - Jeremías Ledesma, calciatore argentino
- 13 febbraio - Philipp Nawrath, biatleta tedesco
- 13 febbraio - Manuel Palacios, calciatore colombiano
- 13 febbraio - Rehenesh TP, calciatore indiano
- 13 febbraio - Connor Ripley, calciatore inglese
- 13 febbraio - Arley Rodríguez, calciatore colombiano
- 13 febbraio - Uroš Spajić, calciatore serbo
- 13 febbraio - Diogo Mateus, calciatore brasiliano
- 14 febbraio - Nicolás Castillo, calciatore cileno
- 14 febbraio - Jadeveon Clowney, giocatore di football americano statunitense
- 14 febbraio - Deng Wei, sollevatrice cinese
- 14 febbraio - Andrej Egoryčev, calciatore russo
- 14 febbraio - Martín Galván, calciatore messicano
- 14 febbraio - Hessa bint Hamad Al Khalifa, nobildonna bahreinita
- 14 febbraio - Shane Harper, attore, cantante e ballerino statunitense
- 14 febbraio - Zaid Hearst, cestista statunitense
- 14 febbraio - Focus Jeerakul, attrice thailandese
- 14 febbraio - Vjačeslav Krotov, calciatore russo
- 14 febbraio - Dar'ja Namok, cestista russa
- 14 febbraio - Jefferson Orejuela, calciatore ecuadoriano
- 14 febbraio - Nick Pivetta, giocatore di baseball canadese
- 14 febbraio - Michael Pérez, calciatore messicano
- 14 febbraio - Nathan Ralph, calciatore inglese
- 14 febbraio - Alberto Rosende, attore statunitense
- 14 febbraio - Vicky Savard, pallavolista canadese
- 14 febbraio - Richard Strebinger, calciatore austriaco
- 14 febbraio - Jorge Sánchez, calciatore messicano
- 15 febbraio - Leomie Anderson, supermodella britannica
- 15 febbraio - Sara Blicavs, cestista australiana
- 15 febbraio - Dame Diop, calciatore senegalese
- 15 febbraio - Olivier Hanlan, cestista canadese
- 15 febbraio - Geoffrey Kondogbia, calciatore francese
- 15 febbraio - Manuel Lanzini, calciatore argentino
- 15 febbraio - Jevhenij Morozko, calciatore ucraino
- 15 febbraio - Živko Petkov, calciatore bulgaro
- 15 febbraio - Max Schnur, tennista statunitense
- 15 febbraio - Bernhard Seifert, giavellottista tedesco
- 15 febbraio - Matteo Spreafico, ciclista su strada italiano
- 15 febbraio - Ondřej Svechota, pentatleta ceco
- 15 febbraio - Steve Taylor, cestista statunitense
- 16 febbraio - Ayoub Abdellaoui, calciatore algerino
- 16 febbraio - Moayad Ajan, calciatore siriano
- 16 febbraio - Cody Cropper, ex calciatore statunitense
- 16 febbraio - Martynas Dapkus, calciatore lituano
- 16 febbraio - Matteo De Vettori, ex sciatore alpino italiano
- 16 febbraio - Frank Domayo, calciatore tanzaniano
- 16 febbraio - Danny Elliscasis, hockeista su ghiaccio italiano
- 16 febbraio - Raphael Holzhauser, calciatore austriaco
- 16 febbraio - Geoffrey Kirui, maratoneta e mezzofondista keniota
- 16 febbraio - Annie Kunz, multiplista statunitense
- 16 febbraio - Ken Matsubara, calciatore giapponese
- 16 febbraio - Rachel Nicol, nuotatrice canadese
- 16 febbraio - Silvia Panguana, ex ostacolista mozambicana
- 16 febbraio - Giorgi Papava, calciatore georgiano
- 16 febbraio - Eleonora Romandini, attrice italiana
- 16 febbraio - Lucas Silva, calciatore brasiliano
- 16 febbraio - Mike Weinberg, attore statunitense
- 17 febbraio - Marta Bach, pallanuotista spagnola
- 17 febbraio - Bienvenu Eva Nga, calciatore camerunese
- 17 febbraio - Nick Boyle, giocatore di football americano statunitense
- 17 febbraio - Mike Caffey, cestista statunitense
- 17 febbraio - Elhaida Dani, cantante albanese
- 17 febbraio - Oliver Hüsing, ex calciatore tedesco
- 17 febbraio - Abdullah Jaber, calciatore palestinese
- 17 febbraio - Emil Jonassen, ex calciatore norvegese
- 17 febbraio - Jamal Jones, cestista statunitense
- 17 febbraio - Nicola Leali, calciatore italiano
- 17 febbraio - Devin Logan, ex sciatrice freestyle statunitense
- 17 febbraio - Marc Márquez, pilota motociclistico spagnolo
- 17 febbraio - Harrison Mojica, calciatore colombiano
- 17 febbraio - Sam Oldham, ginnasta britannico
- 17 febbraio - Aaron Pierre, calciatore grenadino
- 17 febbraio - Matej Rojc, cestista sloveno
- 17 febbraio - Giancarla Trevisan, velocista italiana
- 17 febbraio - Jannes Vansteenkiste, calciatore belga
- 17 febbraio - Philip Wiegratz, attore tedesco
- 18 febbraio - Fabian Bacher, ex sciatore alpino italiano
- 18 febbraio - Stefano Ballo, nuotatore italiano
- 18 febbraio - Bernabé Barragán, calciatore spagnolo
- 18 febbraio - Arsen Beglaryan, calciatore armeno
- 18 febbraio - Cristian Borja, calciatore colombiano
- 18 febbraio - Romain Briatte, rugbista a 15 francese
- 18 febbraio - Kentavious Caldwell-Pope, cestista statunitense
- 18 febbraio - Ivajlo Čočev, calciatore bulgaro
- 18 febbraio - Bruno Dita, calciatore albanese
- 18 febbraio - Sara Gambetta, pesista tedesca
- 18 febbraio - Stefano Ghisolfi, arrampicatore italiano
- 18 febbraio - Marc-Anthony Hor, giocatore di football americano tedesco
- 18 febbraio - Lissa Labiche, altista e lunghista seychellese
- 18 febbraio - Nicolás Pantaleone, calciatore argentino
- 18 febbraio - Francesca Pomeri, ex pallanuotista italiana
- 18 febbraio - Alexandra Rivera, pallavolista portoricana
- 18 febbraio - Théry Schir, ex pistard e ciclista su strada svizzero
- 18 febbraio - Daniel Yule, sciatore alpino svizzero
- 19 febbraio - Martín Alaníz, calciatore uruguaiano
- 19 febbraio - Shaquille Cleare, cestista bahamense
- 19 febbraio - Facundo Cobos, calciatore argentino
- 19 febbraio - Mike Davis, ex giocatore di football americano statunitense
- 19 febbraio - Berat Djimsiti, calciatore svizzero-albanese
- 19 febbraio - Matheus Ferreira de Sousa, calciatore brasiliano
- 19 febbraio - Nikolaos Giannakopoulos, calciatore greco
- 19 febbraio - Jason Holt, calciatore scozzese
- 19 febbraio - Mauro Icardi, calciatore argentino
- 19 febbraio - Victoria Justice, attrice e cantante statunitense
- 19 febbraio - Martina Merlo, mezzofondista e siepista italiana
- 19 febbraio - Jada, cantante danese
- 19 febbraio - Bobby Ray Parks, cestista filippino
- 19 febbraio - Oleksandr Tkačenko, calciatore ucraino
- 19 febbraio - Melina Vidler, attrice australiana
- 19 febbraio - Hugo Vidémont, ex calciatore francese
- 19 febbraio - Sarah Zadrazil, calciatrice austriaca
- 20 febbraio - Samuel Alazar, calciatore eritreo
- 20 febbraio - Austin Amutu, calciatore nigeriano
- 20 febbraio - Žiga Dimec, cestista sloveno
- 20 febbraio - Abdelkabir El Ouadi, calciatore marocchino
- 20 febbraio - Mehdi Fennouche, ex calciatore francese
- 20 febbraio - Dominik Fischnaller, slittinista italiano
- 20 febbraio - Lucas Gaday, ciclista su strada argentino
- 20 febbraio - Juanma García, calciatore spagnolo
- 20 febbraio - Fausto Grillo, calciatore argentino
- 20 febbraio - Mattias Håkansson, calciatore svedese
- 20 febbraio - Oliver Hegi, ginnasta svizzero
- 20 febbraio - Niklas Kreuzer, calciatore tedesco
- 20 febbraio - Mikey Lopez, calciatore statunitense
- 20 febbraio - Mauricio Martínez, calciatore argentino
- 20 febbraio - Ljudmyla Oljanovs'ka, marciatrice ucraina
- 20 febbraio - Hamilton Piedra, calciatore ecuadoriano
- 20 febbraio - Pere Pons, calciatore spagnolo
- 20 febbraio - Jurickson Profar, giocatore di baseball olandese
- 20 febbraio - Jayesh Rane, calciatore indiano
- 20 febbraio - Bruno Vides, calciatore argentino
- 20 febbraio - Erika Vikman, cantante finlandese
- 21 febbraio - Ángela Castro, marciatrice boliviana
- 21 febbraio - Matheuzinho, calciatore brasiliano
- 21 febbraio - Rocco Fasano, attore, modello e musicista italiano
- 21 febbraio - Davy Klaassen, calciatore olandese
- 21 febbraio - Arlen López, pugile cubano
- 21 febbraio - Hedgardo Marín, calciatore messicano
- 21 febbraio - Derik Osede, calciatore spagnolo
- 21 febbraio - Adhavan Rajamohan, calciatore singalese
- 21 febbraio - Fabrizio Romano, giornalista italiano
- 21 febbraio - Masaki Suda, attore e cantante giapponese
- 21 febbraio - Kristýna Černá, ex biatleta ceca
- 22 febbraio - Talal Al-Absi, calciatore saudita
- 22 febbraio - Vinícius Araújo, calciatore brasiliano
- 22 febbraio - Pauline Cousin, calciatrice francese
- 22 febbraio - Hiromi Endo, judoka giapponese
- 22 febbraio - John Mountney, calciatore irlandese
- 22 febbraio - Nicole Murgia, attrice italiana
- 22 febbraio - Note Panayanggool, cantante, musicista e attrice thailandese
- 22 febbraio - Erika Pecchia, calciatrice italiana
- 22 febbraio - Rodrigo Saravia, calciatore guatemalteco
- 22 febbraio - Frederik Tingager, calciatore danese
- 22 febbraio - Ignas Vaitkus, cestista lituano
- 22 febbraio - Taron Voskanyan, calciatore armeno
- 22 febbraio - DeAndre Washington, giocatore di football americano statunitense
- 22 febbraio - Carlotta Zofkova, ex nuotatrice italiana
- 23 febbraio - Matheus Antunes Ribeiro, calciatore brasiliano
- 23 febbraio - Nicolás Avellaneda, calciatore argentino
- 23 febbraio - Diego Gurri, calciatore uruguaiano
- 23 febbraio - Bawırjan Ïslamxan, calciatore kazako
- 23 febbraio - Kasumi Ishikawa, tennistavolista giapponese
- 23 febbraio - Uroš Kolaković, giocatore di football americano serbo
- 23 febbraio - Tolu Latu, rugbista a 15 australiano
- 23 febbraio - Raúl López Gómez, calciatore messicano
- 23 febbraio - Lucas Maia, calciatore brasiliano
- 23 febbraio - Silvia Mazzieri, attrice italiana
- 23 febbraio - Jesús Mosquera, attore e ex calciatore spagnolo
- 23 febbraio - Tim Parker, calciatore statunitense
- 23 febbraio - Murtadha Raad, pugile iracheno
- 23 febbraio - Diego Rico, calciatore spagnolo
- 23 febbraio - Andrea Schiavone, calciatore italiano
- 23 febbraio - Michela Sillari, rugbista a 15 italiana
- 23 febbraio - Havana Solaun, calciatrice giamaicana
- 23 febbraio - Jens Jurn Streutker, calciatore olandese
- 23 febbraio - Lindon Victor, multiplista grenadino
- 23 febbraio - Gustavo Villarruel, calciatore argentino
- 23 febbraio - Zachery Ziemek, multiplista statunitense
- 24 febbraio - Kevin Burke, ex giocatore di football americano e allenatore di football americano statunitense
- 24 febbraio - Jennifer Cramer, calciatrice tedesca
- 24 febbraio - Aaron Dennis, ex calciatore americo-verginiano
- 24 febbraio - Yurena Díaz, cestista spagnola
- 24 febbraio - Marcelo Espinal, calciatore honduregno
- 24 febbraio - Marcus Carl Franklin, attore statunitense
- 24 febbraio - Roland Gergye, pallavolista ungherese
- 24 febbraio - Thomás Jaguaribe, calciatore brasiliano
- 24 febbraio - Victor Juffo, calciatore brasiliano
- 24 febbraio - Taylor Mackenzie, pilota motociclistico britannico
- 24 febbraio - Ndue Mujeci, calciatore albanese
- 24 febbraio - Yoshihiro Nakano, calciatore giapponese
- 24 febbraio - David Odiete, rugbista a 15 italiano
- 24 febbraio - Aleksandr Pucko, calciatore russo
- 24 febbraio - Emily Rudd, attrice statunitense
- 24 febbraio - Steeven Saba, calciatore haitiano
- 24 febbraio - Sabrina Santamaria, tennista statunitense
- 24 febbraio - Anna Wruck, pallavolista statunitense
- 24 febbraio - Łukasz Zwoliński, calciatore polacco
- 25 febbraio - Salem Al-Azizi, calciatore emiratino
- 25 febbraio - Johannes Aujesky, sciatore freestyle austriaco
- 25 febbraio - Farid Boulaya, calciatore francese
- 25 febbraio - Conor Coady, calciatore inglese
- 25 febbraio - Nick Faust, cestista statunitense
- 25 febbraio - Vanja Ilić, pallamanista serbo
- 25 febbraio - Myles Mack, cestista statunitense
- 25 febbraio - Juan Nieto, calciatore colombiano
- 25 febbraio - Filip Oršula, calciatore slovacco
- 25 febbraio - Brayan Perea, calciatore colombiano
- 25 febbraio - Gonzalo Quiroga, pallavolista argentino
- 25 febbraio - Calyson, calciatore brasiliano
- 25 febbraio - Panayappan Sethuraman, scacchista indiano
- 26 febbraio - Kennard Backman, giocatore di football americano statunitense
- 26 febbraio - Morgan Brian, calciatrice statunitense
- 26 febbraio - Dávid Dombó, calciatore ungherese
- 26 febbraio - Maria Ehrich, attrice tedesca
- 26 febbraio - Sykes Garro, calciatore gibilterriano
- 26 febbraio - Federico Gino, calciatore uruguaiano
- 26 febbraio - Fabian Hürzeler, allenatore di calcio e ex calciatore tedesco
- 26 febbraio - Tiago Ilori, calciatore portoghese
- 26 febbraio - Jesé Rodríguez, calciatore spagnolo
- 26 febbraio - Aaron Jones, ex calciatore inglese
- 26 febbraio - Léon, cantante svedese
- 26 febbraio - Kōtarō Matsushima, rugbista a 15 sudafricano
- 26 febbraio - Johan Meyer, rugbista a 15 sudafricano
- 26 febbraio - Cafú, calciatore portoghese
- 26 febbraio - Norma Rizzi, cestista italiana
- 26 febbraio - Porsha Roberts, ex cestista statunitense
- 26 febbraio - Kaleb Tarczewski, cestista statunitense
- 26 febbraio - Giuseppe Vicino, canottiere italiano
- 26 febbraio - Aimee Willmott, nuotatrice britannica
- 27 febbraio - Alphonse Areola, calciatore francese
- 27 febbraio - Lluís Costa, cestista spagnolo
- 27 febbraio - Natela Dzalamidze, tennista georgiana
- 27 febbraio - Abdelati El Guesse, atleta marocchino
- 27 febbraio - Gong Seung-yeon, attrice sudcoreana
- 27 febbraio - Julia Hassler, ex nuotatrice liechtensteinese
- 27 febbraio - Luigi Hernandez, calciatore britannico
- 27 febbraio - Jessica Korda, golfista statunitense
- 27 febbraio - Ryder Matos, calciatore brasiliano
- 27 febbraio - Elizabeth McMahon, pallavolista statunitense
- 27 febbraio - Alexander Rosso, calciatore uruguaiano
- 27 febbraio - Damian Roßbach, calciatore tedesco
- 27 febbraio - Katharina Schiechtl, calciatrice austriaca
- 27 febbraio - TaShawn Thomas, cestista statunitense
- 27 febbraio - Andrés Villena, pallavolista spagnolo
- 27 febbraio - Lorenzo Vizzini, paroliere, compositore e cantautore italiano
- 28 febbraio - Saeed Al-Mowalad, calciatore saudita
- 28 febbraio - Éder Álvarez Balanta, calciatore colombiano
- 28 febbraio - Boef, rapper francese
- 28 febbraio - Jérémy Guarnoni, pilota motociclistico francese
- 28 febbraio - Silvio Gutiérrez, ex calciatore ecuadoriano
- 28 febbraio - Christian Günter, calciatore tedesco
- 28 febbraio - Andre Hoffmann, calciatore tedesco
- 28 febbraio - Strahinja Jovančević, lunghista serbo
- 28 febbraio - Kai Kobayashi, marciatore giapponese
- 28 febbraio - Victoria Ohuruogu, velocista britannica
- 28 febbraio - Otar Pkhak'adze, cestista georgiano
- 28 febbraio - Aymen Souda, calciatore francese
- 28 febbraio - Soslan Takazov, calciatore russo
- 28 febbraio - Marquis Teague, cestista statunitense
- 28 febbraio - Emmelie de Forest, cantante danese